# Tiền xử lý C

## Định nghĩa
Tiền xử lý C là quá trình tiền xử lý dành cho ngôn ngữ lập trình C
Sự chuyển đổi mà quá trình tiền xử lý tạo ra trên 4 hình thức đầu tiên của công đoạn gọi là "Các quá trình chuyển đổi". Mặc dù sự thực thi có thể chọn để thực thi một vài hoặc tất cả công đoạn đồng thời, nhưng nó vẫn phải xử lý từng công đoạn một, theo thứ tự.

## Các công đoạn
1. Thay thế bộ 3 - Quá trình tiền xử lý thay thế 3 ký tự kế tiếp nhau thành 1 ký tự đại diện
2. Ghép dòng - Các dòng mã được tiếp nối bởi ký tự "thoát" (escape \)hoặc xuống dòng (newline) sẽ được ghép lại thành dòng.
3. Mã hóa - Quá trình tiền xử lý chia nhỏ kết quả ra thành những mã tiền xử lý và khoảng trắng và thay thế những ghi chú bằng khoảng trắng.
4. Sự mở rộng các chuỗi lệnh và quản lý các lệnh điều khiển - Tiền xử lý các dòng lệnh điều khiển, bao gồm xử lý tập tin và điều kiện biên dịch. Quá trình tiền xử lý đồng thời mở rộng các tập lệnh và quản lý các lệnh điều khiển. Vào năm 1999 phiên bản chuẩn của C quản lý trình điều khiển _Pragma.